# Bulemast

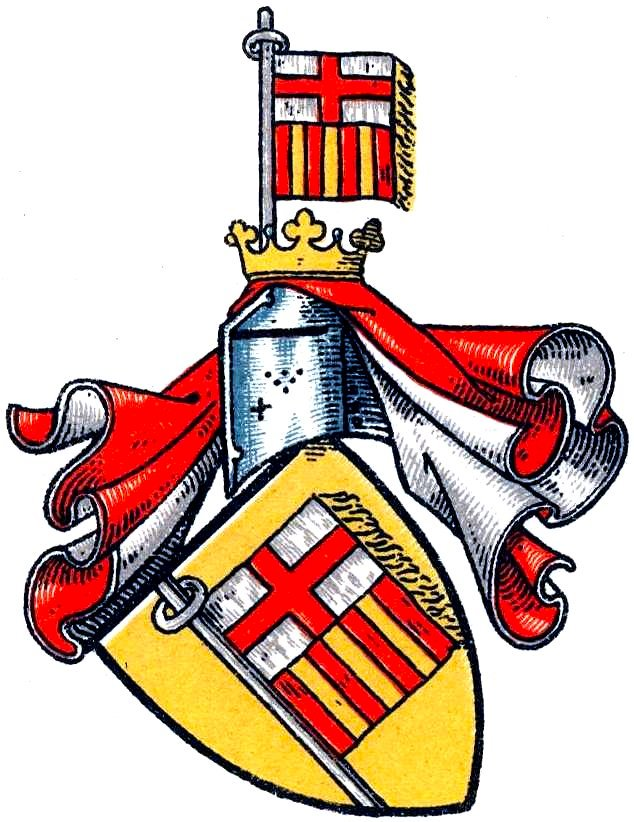
Wappen der Bulemast

Bulemast (auch: Bolemast, Bulemast genannt Spiering bzw. Spiring o. ä.) ist der Name eines westfälischen Adelsgeschlechts.

## Geschichte
Das Geschlecht war im Bistum Paderborn und im Waldeckschen ansässig. Bereits 1219 erscheint ein Conradus Bulemast als Zeuge in einer Urkunde der Grafen von Schwalenberg und Waldeck. Ein domino Lodhewico dicto Bulemast, Meier (villicus) der Paderborner Kirche in Lohen, tritt 1245–1272 auf, dessen Sohn Johannes 1269–1272 und ein domini Conradi dicti Bulemast 1251, 1253 und 1256. Ein anderer Conrad Bulemast war 1279–1315 Paderborner Domherr und Kantor. Im Jahr 1281 tauschten die Brüder und Ritter Herr Heinrich Bulemast und Herr Johannes genannt Spiring sechs Hausstätten gegen ein Haus und eine dazugehörige Hausstätte in Waldeck.
Heinrich Bulemast (urkundl. 1299–1348) war bischöflicher Ministeriale. Bis 1324 erscheint er als Knappe, ab 1325 als Ritter. 1328 verwandte er, offenbar als Bannerträger der Stadt Paderborn, das Wappen in einem Bannersiegel. Dieses Wappen nahm die Stadt Paderborn später als Wappen an. Um 1348 verstarb Ritter Heinrich Bulemast kinderlos. Damit erlosch das Geschlecht im Mannesstamm.
Nach dem Aussterben der Bulemast erbte die verwandte Familie von Stapel das Amt des Bannerträgers und nahm in der Folge auch das Wappen an.

## Wappen
Blasonierung: In Gold eine Fahne nach links wehend. Die Fahne ist geteilt, oben in Silber ein rotes Kreuz, unten sieben Mal oder öfter von Rot und Gold pfahlweise gespalten. Auf dem gekrönten Helm wiederholt sich die Fahne. Die Helmdecken sind rot-silbern.
Das Banner im Wappen der Familie Bulemast wurde von der Stadt Paderborn als Wappen angenommen und am 22. Juli 1975 als offizielles Wappen der Stadt genehmigt.

Wappen der Stadt Paderborn